# Sada (Mayotte)
Sada ist eine Gemeinde mit 11.156 Einwohnern (Stand 14. Dezember 2017) im französischen Überseegebiet Mayotte.

## Geografie
Sada liegt auf einem Hügel an der westlichen Steilküste der Hauptinsel Mayottes. Zur Gemeinde gehört neben dem Hauptort Sada noch das östlich gelegene Dorf Mangajou.

## Bevölkerungsentwicklung
| Jahr      | 1997  | 2002  | 2007  | 2012   |
| Einwohner | 7.436 | 6.963 | 8.007 | 10.195 |

## Kultur und Sehenswürdigkeiten
In Sada befinden sich zwei Moscheen.